# 水波メイカ
水波 メイカ（みなみ めいか、1997年12月25日 - ）は、日本のグラビアアイドル。
栃木県出身。ポセイドンエンタテインメントに所属。

## 人物
特技は、バドミントン。好きな科目は、体育。好きな食べ物は、クレープ。

## イメージDVD
- はじめまして☆カノンです。（2010年4月16日、サンクチュアリ）
- 水波メイカ 12歳中1 メイカちゃんねる（2010年9月10日、サンクチュアリ）
- 水波メイカ 12歳中1 @クレープDVD（2010年12月10日、渋谷ミュージック）
- 水波メイカ 13歳中1 ケイオン♪（2011年3月18日、渋谷ミュージック）
- 水波メイカ ケイオン♪♪ リターンズ（2011年11月4日、渋谷ミュージック）
- 水波メイカ 13歳中2 エンジェルキュアホワイト シリーズ vol.5 ピンク編!（2012年2月18日、渋谷ミュージック）
- 水波メイカ＠クレープ 第16弾 中学3年生13歳 学校で逢おうね♪（2012年5月3日、アテナ音楽出版）

共演
- 東京どっかん vol.1（2011年10月7日、エンジェル）共演：末永みゆ、佐々木みゆう、水沢えり子
- ガールズトーク vol.1（2011年11月4日、渋谷ミュージック）共演：末永みゆ、佐々木みゆう、水沢えり子

| スタブアイコン | サブスタブ | この項目は、まだ閲覧者の調べものの参照としては役立たない、アイドル（グラビアアイドル・ライブアイドル・ネットアイドル・レースクイーン・コスプレイヤーなどを含む）に関連した書きかけの項目です。この項目を加筆・訂正などしてくださる協力者を求めています（P:アイドル/PJ:芸能人）。 |